# Lijst van burgemeesters van Hoeke
Dit is een lijst van de burgemeesters van de voormalige poldergemeente Hoeke, thans deeluitmakende van de stad Damme.
- 18..-1812: Jacques de Badts
- 1813-1815: Jozef Cavey
- 1816-1830: Frans De Smidt
- 1830-.... J. Beyne
- 1901-1908 : Pieter Quataert
- 1928-1941: Camille Louwagie (Sint-Pieters-op-de-Dijk 28 oktober 1879 - Hoeke 29 oktober 1960)
- 1944-1946: Camille Franciscus Louwagie